# Oda Olberg
Oda Olberg, née le 2 octobre 1872 à Bremerhaven et morte le 11 avril 1955 à Buenos Aires, est une journaliste et féministe allemande.

## Biographie
Oda Olberg est la fille d'un haut officier de la marine allemande. Elle pense faire des études de médecine, mais sur les conseils de sa mère, elle se forme pour être infirmière. À Leipzig, elle assiste à des conférences en médecine et en philosophie.
Elle est présente très tôt dans le mouvement social-démocrate allemand, elle publie son premier article à 17 ans. En 1896, elle quitte l'Association générale des femmes allemandes puis rejoint le SPD. La même année, malade de la tuberculose, elle part se soigner en Italie. Elle rencontre Giovanni Lerda, journaliste et député socialiste. Ils se marient peu après et auront quatre enfants. En Italie, elle est journaliste indépendante, membre du comité éditorial d'Avanti! (et a pour collègue Benito Mussolini). Elle est la correspondante pour Arbeiter-Zeitung et d'autres journaux allemands. Pendant la Première Guerre mondiale, elle travaille comme infirmière, puis de nouveau en tant que journaliste en Italie. Après la prise du pouvoir par les fascistes, elle subit des représailles, son appartement à Rome est saccagé plusieurs fois. Olberg fuit à Vienne. Après un séjour en Amérique du Sud, elle revient dans la capitale autrichienne en 1929. En 1934, elle déménage à Buenos Aires où elle poursuit son métier de journaliste. Après la Seconde Guerre mondiale, une maladie grave l'empêche de penser revenir en Europe. Cependant elle continue d'être correspondante.

## Œuvre
Oda Olberg défend à 18 ans l'avortement. En 1902, elle publie une réponse cinglante aux thèses de Paul Julius Möbius sur une imbécillité physiologique de la femme. Outre Arbeiter-Zeitung, elle publie dans des revues féministes comme Dokumente der Frauen, Die Frau ou Die Unzufriedene.
Pourtant, dans son livre Über die Entartung in ihrer Kultubedingtheit ("Sur la dégénérescence dans son conditionnement culturel"), elle tente d'expliquer les thèses de Cesare Lombroso. Elle fait un parallèle avec le prolétariat et le sous-prolétariat. Olberg croit que la culture et l'absence de sélection naturelle mènerait à une détérioration du patrimoine génétique. En dépit de cet eugénisme social, Oda Olberg est une adversaire du nazisme qu'elle trouve réactionnaire. Pendant le Troisième Reich, ses Briefe aus Sowjetrußland sont brûlés.